# わらび粉
わらび粉（わらびこ）はワラビの根からとれるデンプンを乾燥させて粉末状にしたもの。食材としては片栗粉での代用もできるが食味は異なる。

## 概要
ワラビの地下茎をほぐして水にさらして澱粉を取り出し乾燥させたものがわらび粉になる。10kgのワラビの根から取れるわらび粉はわずか70ｇとされ希少性が高いことから、わらび餅として流通するものの大半はわらび粉以外の澱粉が使用される。

## 歴史
古来よりわらび粉は食材として使用されてきたが、米や芋や豆等と比較して精製に手間がかかるため日常的には食されず、身分の高い者が食したり、凶作時の非常食として食された。

## 料理

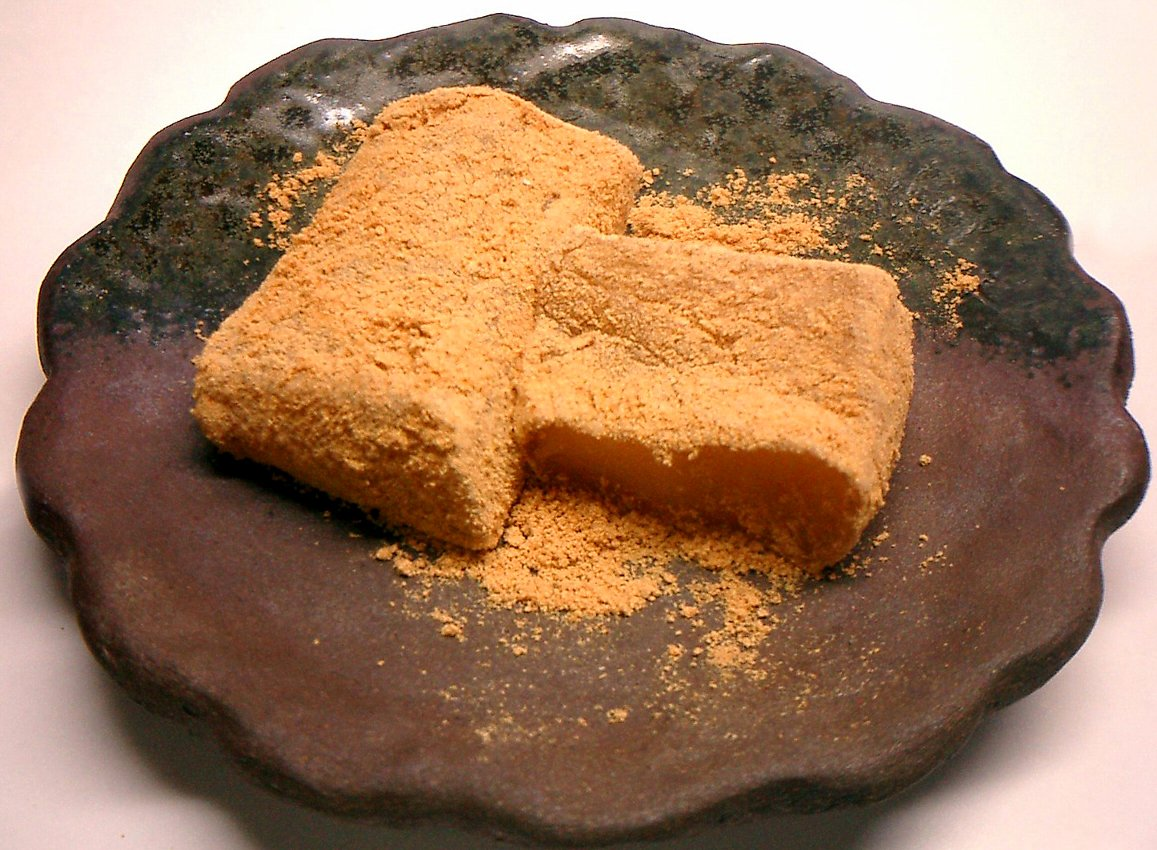
わらび粉から作られたわらびもち

わらび餅をはじめ、各種の食材として使用される。

## 食料以外の用途
和傘、提灯、襖、着物の染色等の糊用として使用された。

## 文献
- 長倉三郎「岐阜県北部(飛騨)のくりぬき用具とわらび粉の製造工程」『物質文化』第6巻、1965年、43-50頁、doi:10.11501/4417985。
- 五島淑子『19世紀中葉の日本の食生活に関する研究 : 「防長風土注進案」と「斐太後風土記」の分析を通じて』 奈良女子大学〈学術博士 乙第21号〉、1991年。doi:10.11501/3052686。 NAID 500000073345。
- 山本直人「縄文時代における野生根茎類食糧化の基礎的研究」『名古屋大学文学部研究論集. 史学』第41巻、名古屋大学文学部、1995年、83-130頁、doi:10.18999/jouflh.41.83、hdl:2237/5533、ISSN 0469-4716。
- 山本直人「野生根茎類食糧化に関する事例研究 : クズとワラビを中心にして」『名古屋大学文学部研究論集. 史学』第42巻、名古屋大学文学部、1996年、43-99頁、doi:10.18999/jouflh.42.43、ISSN 0469-4716。
- 松島憲一, 根本和洋, 敦川亜紀子, 加藤友希, 大崎正太, 西田弥生, 南峰夫「下伊那郡大鹿村において食用とされる野生植物について」『信州大学農学部紀要』第49巻第1-2号、信州大学農学部、2013年、43-50頁、hdl:10091/17021、ISSN 0583-0621。
- 笹本正治「歴史学から見た内陸文化研究 (内陸文化研究会報告)」『内陸文化研究』第1号、信州大学人文学部、2001年、39-60頁、ISSN 13464108、NAID 110000091406。